# 낙인 (1974년 영화)
《낙인》(烙印)은 한국에서 제작된 최영철 감독의 1974년 액션 영화이다. 김홍지 등이 주연으로 출연하였고 김인동 등이 제작에 참여하였다.

## 출연

### 주연
- 김홍지
- 한상희

### 조연
- 김영인
- 이강조
- 곽란곽
- 진아정
- 전숙
- 황인철
- 권오상
- 최무웅
- 안태섭
- 최재호
- 황건
- 황태수
- 정규영
- 조춘
- 황정리
- 이영
- 마도식
- 장상범: 어린이 역
- 김지영
- 김기종

## 스탭
- 기획: 백종현, 김갑의
- 촬영: 김영대
- 조명: 김윤덕
- 조감독: 서운모, 임정수
- 촬영보: 박경수
- 조명보: 이일정
- 무술지도: 남충일
- 음악: 전정근
- 미술: 조경환
- 편집: 현동춘
- 스틸: 정기성
- 소품: 우종삼
- 녹음: 유창국
- 효과: 최형래
- 현상: 한국천연색현상소
- 협찬: 아카데미학원
- 제작지휘: 이규영
- 제작부장: 노동린, 박경철
- 진행: 김민보
- 제작: 김인동
- 각본·감독: 최영철